# Цервена-Ябылка
Цервена-Ябылка (болг. Цървена ябълка) — село в Болгарии. Находится в Кюстендилской области, входит в общину Кюстендил. Население составляет 14 человек.
Расположено у границы с Республикой Македонией.

## Политическая ситуация
Цервена-Ябылка подчиняется непосредственно общине и не имеет своего кмета.
Кмет (мэр) общины Кюстендил — Петыр Георгиев Паунов (коалиция в составе 3 партий: Демократы за сильную Болгарию (ДСБ), Союз демократических сил (СДС), партия АТАКА) по результатам выборов в правление общины.